# Новые Бельцы
Новые Бельцы (рум. Bălții Noi, пол. Nowe Bielce, укр. Нові Бельці) — микрорайон (квартал) расположенный на юго-западе города Бельцы. 
Северо-западная и северо-восточная границы микрорайона очерчены рекой Реуцел, на юге и на западе - речкой Цэпень, административной границей муниципия. Микрорайон расположен на холме с максимальной высотой 154,2 метра.
В 1912-1917 годах, дюжина польских семей основали поселение на территории имении Александра Крупенского. Новый населенный пункт получил название Новые Бельцы. Деревню пересекала единственная улица, вдоль которой с обеих сторон были построены одноэтажные дома, некоторые в стиле модерн. Новые Бельцы были окружены сельскохозяйственными угодьями, которые принадлежали польским семьям.
В румынский период, население поселения составило около 300 человек, поселок Новые Бельцы был одним из крупнейших польских населенных пунктов.
На северо-восточном склоне холма находилось польское кладбище. Но из-за оползней, в 1997 году кладбище было ликвидировано, а могилы перезахоронены.

## Инфраструктура
На Новых Бельцах расположена гимназия № 10, детский сад № 2 «Колосок», почтовое отделение № 11, несколько магазинов и зданий культа: православная церковь Св. Пророка Илии, дом молитвы баптистов «Голгофа», зал царства свидетелей Иеговы и церковь Армии спасения.